# جعفری زهری
جعفری زهری یا شوکران صغیر یا شوکران باغی یا شوکران تابستانی (نام علمی: Aethusa cynapium)،رستنی یک‌ساله (به ندرت دو ساله) از تیره چتریان و بومی اروپا، آسیای غربی و شمال غربی آفریقا است. این گیاه از گونه‌های شوکران و شوکران آبی و مثل آن‌ها سمی است، هر چند کمتر از شوکران سمی است. این گیاه به مناطق دیگر زیادی از دنیا هم معرفی شده است و در زمینهای زراعی علف هرز رایجی است.